# 구보타번 (무쓰국)
구보타 번(일본어: 窪田藩 구보타한[*])은 일본 에도 시대에 있던 번으로, 지금의 후쿠시마현 이와키시에 위치했다.

## 번의 역사
1622년, 나이토 마사나가가 이와키 다이라 번에 새 번주로 부임하면서, 마사나가의 사위 히지카타 가쓰시게는 마사나가로부터 구보타의 1만 석 영지를 분할받았다. 가쓰시게는 노토국에 보유하고 있던 1만 석 영지를 포함한 고쿠다카 2만 석의 다이묘가 되었으며, 이로써 구보타 번이 설치되었다. 하지만 가쓰시게는 1628년에 사망하였고, 그 아들 가쓰쓰구가 그 뒤를 이어, 농지 개간, 관개 사업, 사원 및 신사 건립에 힘쓰는 등 번의 기초를 쌓았다. 가쓰쓰기는 사망 직전 둘째 아들 가쓰타카에게 번주직을 물려주었다. 첫째 아들 가쓰노부는 병약함을 이유로 폐적되었는데 가쓰타카 또한 병약했다. 가쓰타카는 1683년, 병을 이유로 이모제 사다타쓰에게 가문을 물려주겠다고 막부에 요청하였으나, 가신들 중 일부가 가쓰노부의 아들 다쿠미를 옹립하려 하였다. 이로 인해 후계자 분쟁이 발생하였고 결국에는 가쓰타카의 측실 부인이 사살당하는 사건이 일어났다. 막부는 이에 1684년 구보타 번 영지를 몰수하였고, 가쓰타카의 신병은 무라카미번의 사카키바라 마사쿠니에게 보내졌다. 결국 구보타 번은 폐지되었고, 그 영지는 막부 직할령이 되었다.

## 역대 번주
1. 히지카타 가쓰시게(土方雄重) 재위 1622년 ~ 1628년
2. 히지카타 가쓰쓰구(土方雄次) 재위 1628년 ~ 1679년
3. 히지카타 가쓰타카(土方雄隆) 재위 1679년 ~ 1684년